# Dominique Chargé
Dominique Chargé, né le 3 septembre 1963, est un agriculteur français installé en Loire-Atlantique, éleveur de volailles et de vaches laitières. Il est vice-président de la coopérative Terrena. Il préside La Coopération Agricole,depuis le 13 décembre 2018. Il a présidé la Confédération nationale de la mutualité, de la coopération et du crédit agricoles de juin 2023 à juin 2025. Il a été réélu le 19 décembre 2024 à la Présidence de La Coopération Agricole pour un nouveau mandat de trois ans. Il est également Vice-Président de la CPME en charge des affaires économiques, juridiques et fiscales. 

## Formation
Il est titulaire d'un BTS « Technique agricole et gestion des entreprises ». 

## Parcours
Dominique Chargé occupe différents postes dans le secteur agricole et coopératif. Il est vice-président de la coopérative agricole Terrena.
De 2004 à 2018, il a exercé des responsabilités au sein de la filière lait, notamment comme président du groupe Laïta, secrétaire général puis président de la FNCL (Fédération nationale de la coopération laitière) qui deviendra la Coopération laitière et président du Conseil spécialisé Lait de FranceAgriMer. Il est également vice-président de ATLA (association de la transformation laitière française), administrateur de l’ANIA et à l’origine de la section agroalimentaire au sein de Coop de France, dont il est alors vice-président.
En 2018, il est élu président de Coop de France, association loi 1901, qui fédère les coopératives agricoles françaises, qui deviendra La Coopération Agricole.
Dans le secteur de l’enseignement supérieur, Dominique Chargé préside le conseil d’administration de l’Institut Agro depuis 2020.

## Positionnement
Dominique Chargé est engagé dans la défense des revenus agricoles et a participé à l'élaboration des lois EGalim. Il est particulièrement mobilisé sur les questions de compétitivité, de transition agroécologique et de souveraineté alimentaire.
Dominique Chargé a initié le rapport De l'assiette au champ publié en avril 2023, qui vise à relocaliser et accélérer la transformation des industries agroalimentaire dans les territoires dans un objectif de souveraineté alimentaire.

## Ouvrage
Il est l’auteur d’un essai intitulé : Idées reçues sur les coopératives agricoles, paru le 20 octobre 2022 et publié aux éditions Cavalier Bleu.

## Vie privée
Il est marié et père de deux enfants.

## Distinctions
Dominique Chargé est fait chevalier de la Légion d'honneur le 19 octobre 2021 par le président du Sénat, Gérard Larcher.